# 7854 Laotse
A 7854 Laotse (ideiglenes jelöléssel 1076 T-3) a Naprendszer kisbolygóövében található aszteroida. Cornelis Johannes van Houten,  Ingrid van Houten-Groeneveld és Tom Gehrels fedezte fel 1977. október 17-én.